# Ducati DesertX
La Ducati DesertX est un modèle de moto de type trail fabriquée par le constructeur italien Ducati.
La DesertX est présentée pour la première fois en 2019. Elle est disponible dans les concessions européennes en 2022.
Elle est animée par un moteur bicylindre en V à quatre temps de 937 cm3 à refroidissement par liquide. Il développe 110 ch à 9 250 tr/min. Ce moteur répond à la norme Euro 5. Il porte la dénomination « Testastretta ».
Le cadre est de type double berceau en acier. Le freinage est assuré par deux disques à l'avant et un à l'arrière, respectivement de 330 et 265 mm de diamètre, pincés par des étriers quatre et double piston.
Le poids à sec est de 211 kg.